# Michael Lehmann (Regisseur)
Michael Lehmann (* 30. März 1957 in San Francisco, Kalifornien) ist ein US-amerikanischer Regisseur.

## Leben
Michael Lehmann besuchte die Columbia University. Seinen ersten Job in der Filmindustrie hatte er in Francis Ford Coppolas Filmproduktionsgesellschaft American Zoetrope, wo er das Telefon beantwortete. Später betreute er die Kameras an Filmsets wie Die Outsider (1983). Er besuchte die Filmakademie an der University of Southern California und machte seinen Abschluss 1985. Noch als USC-Student drehte er seinen ersten Film, Beaver Gets a Boner, mit dem er Aufmerksamkeit bei den Filmgesellschaften erregen wollte.
Bekannt wurde Michael Lehmann durch die schwarze Komödie Heathers mit Winona Ryder und Christian Slater. Für diesen Film wurde er gemeinsam mit der Produzentin Denise Di Novi bei den Independent Spirit Awards 1990 mit dem Preis für den besten Debütfilm ausgezeichnet. 
Lehmann führte auch Regie bei 40 Tage und 40 Nächte, Lügen haben lange Beine, Hudson Hawk – Der Meisterdieb und Airheads. Daneben arbeitet er auch immer wieder für das Fernsehen, so zum Beispiel für die nur kurze Zeit gelaufene HBO-Comedyserie The Comeback, NBCs The West Wing – Im Zentrum der Macht sowie bei der HBO-Mysteryserie True Blood.
Sein Sohn ist der Drehbuchautor Zander Lehmann.

## Filmografie (Auswahl)
- 1985: Beaver Gets a Boner (Kurzfilm)
- 1988: Heathers
- 1990: Applejuice (Meet the Applegates)
- 1991: Hudson Hawk – Der Meisterdieb (Hudson Hawk)
- 1994: Airheads
- 1996: Lügen haben lange Beine (The Truth About Cats & Dogs)
- 1999: The West Wing – Im Zentrum der Macht (The West Wing, Fernsehserie)
- 2002: 40 Tage und 40 Nächte (40 Days and 40 Nights)
- 2006: Flakes
- 2007: Von Frau zu Frau (Because I Said So)
- 2008–2013: True Blood (Fernsehserie)
- 2008–2009, 2011–2012, 2014: Californication (Fernsehserie)
- 2009–2011: Bored to Death (Fernsehserie)
- 2013: Betas (Fernsehserie)
- 2015: The Brink – Die Welt am Abgrund (The Brink, Fernsehserie)
- 2015: Blunt Talk (Fernsehserie)
- 2022: The Woman in the House Across the Street from the Girl in the Window (Fernsehserie)